# ブラック・ハウス
ブラック・ハウス（Black House）とは、ブラジルを拠点としていた総合格闘技のジム及びチーム。現在は拠点をアメリカ合衆国へ移している。

## 概要
元ブラジリアン・トップチームのカーロス・バヘットと、マネージャーのジョルジ・ギマラエス、コーチのホジェリオ・カモエスを中心に、2006年11月にブラジルで結成された。
結成当初はブラジル・リオデジャネイロ州にある「X-GYM」内にトレーニングジムがあったが、2009年から主要拠点をアメリカ合衆国へ移した。

## スタッフ
- ジョルジ・ギマラエス - 代表
- エド・ソアレス - マネージャー
- ホジェリオ・カモエス - コーチ

## 主な所属選手
- アンデウソン・シウバ（UFC世界ミドル級王者）
- リョート・マチダ（UFC世界ライトヘビー級王者）
- アントニオ・ホジェリオ・ノゲイラ
- ホナウド・ジャカレイ
- ブライアン・オルテガ
- キャット・ジンガーノ
- エリック・シウバ
- ペドロ・ムニョス
- ワーレイ・アウヴェス
- アラン・ジョウバン

## 元所属選手
- アントニオ・ホドリゴ・ノゲイラ（UFC世界ヘビー級暫定王者）
- ジュニオール・ドス・サントス（UFC世界ヘビー級王者）
- ビクトー・ベウフォート（UFC世界ライトヘビー級王者）
- ジョゼ・アルド（UFC世界フェザー級王者）
- パトリシオ・ピットブル（Bellator世界ライト級、同フェザー級王者）
- ペドロ・ヒーゾ
- カーロス・バヘット
- ホジャー・グレイシー
- アスエリオ・シウバ
- パウロ・チアゴ
- ハファエル・カバウカンチ
- ニーノ・"エルビス"・シェンブリ
- アンドレ・ガウヴァオン
- 石井慧